# Mardontes
Mardontes (Μαρδόντης) fou un noble persa, fill de Bageu, que va tenir el comandament de les forces navals perses de la zona del golf Pèrsic contra Grècia. Quan Xerxes I de Pèrsia es va retirar cap a Àsia, es va quedar com un dels almiralls de la flota persa, i va morir en la batalla de Micale el 479 aC.